# Henri Cloppet
Henri Cloppet, né le 7 janvier 1876 à Paris (7e arrondissement) et mort le 21 mars 1934 à Saint-Germain-en-Laye, est un homme politique français.
En 1925, il est nommé président de l’Union républicaine démocratique. Le 17 mai 1929, il est élu maire du Vésinet. En 1930 et 1931, il est également Conseiller d'arrondissement de Saint-Germain-en-Laye.
Son mandat de maire au Vésinet déboucha en 1934 sur le classement et sur l'inscription à l'inventaire des sites à protéger, des pelouses, coulées, lacs et rivières, puis sur l'élaboration du Plan d'aménagement de 1937.
Il habitait au Vésinet au no 3 de la rue qui porte maintenant son nom.